# Ilha do Príncipe de Gales (Queensland)

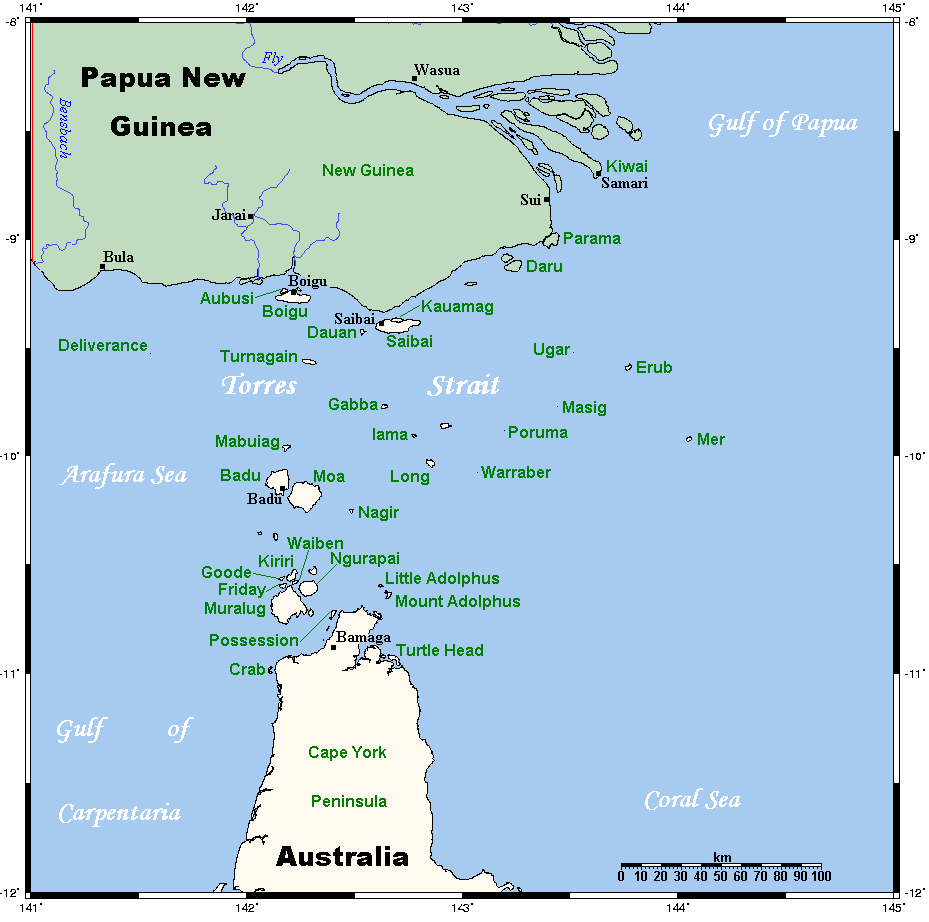
Mapa da região do estreito de Torres, costa norte australiana, e suas ilhas

A Ilha do Príncipe de Gales (ou Muralug, em dialeto local) é uma ilha que se situa entre Muttee Heads — um dos promontórios ao norte da Península do Cabo York — e a parte sul da Ilha Thursday, no Estreito de Torres, Queensland, Austrália.
Com uma área de 204,6 km², é a maior das ilhas do Estreito de Torres e é habitada apenas por alguns autóctones Kaurarg (20 pessoas em 2001), os quais são culturalmente relacionados aos papuas. O povoado, situado ao norte, é chamado Muralug, que é o nome nativo da ilha. A ponta nordeste da ilha fica a apenas 830 metros de Vivien Point, na Ilha Thursday, a mais populosa de todas as terras insulares do estreito.
A ilha é jurisdição do Conselho da Microrregião de Torres. Contudo, a maior parte das terras da ilha foi devolvida ao povo Kaurareg, seus donos tradicionais.